# الجبانة (ذي السفال)

تعديل مصدري - تعديل

الجبانة هي إحدى حارات مدينة ذي السفال أحد مدن محافظة إب، بلغ تعداد سكانها 525 نسمة حسب تعداد اليمن لعام 2004.